# Еколошки отисак
Еколошки отисак представља збир свих екосистемских услуга које људи захтевају и троше од планете Земље у датом тренутку. Подразумева равнотежу између коришћења природних ресурса од стране човека и капацитета планете да апсорбује отпад настао људском активношћу. Укратко, представља поређење потреба човечанства са обновљивим капацитетом планете и одрживо поступање са отпадом који при томе настаје.
Еколошки отисак подразумева биолошки продуктивне површине (биокапацитет) потребне за усеве, пашњаке, насељена подручја, риболовна и шумска подручја. Овде се такође подразумева површина шуме која је потребна како би се апсорбовале емисије угљендиоксида које океан није апсорбовао. Биокапацитет и еколошки отисак су изражени заједничком јединицом која се назива глобални хектар (гха) - површина изражена у хектарима потребна да би се задовољиле животне потребе сваког појединца.

## Историја
Концепт еколошког отиска развио се после Брутландовог извештаја 1987. и самита Уједињених нација у Рију 1993. Било је потребно прибавити мерљиве доказе како би се скренула пажња да је одрживи развој неопходан. Почетна идеја је била да јасна метрика може помоћи да се идеолошка тврдња одрживог развоја преведе у тврдњу засновану на емпиријским чињеницама. Први корак је био да се утврди коликим природним капацитетима планета располаже, колико је капацитета људима потребно и колико природних ресурса се троши на годишњем нивоу. Анализа еколошког отиска дала је приказ колико расту или опадају захтеви човечанства за природним ресурсима, у облику основних људских потреба за водом, храном, простором, апсорбованим угљен диоксидом, отпадом итд.

## Елементи еколошког отиска
Свака људска активност захтева одређену биолошки продуктивну површину. Еколошки отисак представља збир ових површина, без обзира на то где су оне лоциране на планети. У смислу човекове потрошње биолошких ресурса разликује се неколико компоненти еколошког отиска, а најважнији карбонски отисак, водени отисак и еколошки отисак у ужем смислу, а сва три чине такозвану „Породицу отисака”:
- Карбонски отисак – представља укупну количину емитованих гасова стаклене баште произведених директно или индиректно од стране појединца, организације, догађаја или производа. Један је од најзначајнијих индикатора загађења животне средине. Његов назив обухвата различите гасове који узрокују ефекат стаклене баште и тиме доприносе глобалном загревању. Мери се и површином шума потребном да би се апсорбовала емисија угљен-диоксида настала сагоревањем фосилних горива, променом намене земљишта и  хемијским процесима, изузимајући количину коју апсорбују океани.
- Водени отисак — представља количину воде која се користи за производњу сваке робе и услуге коју човек користи.[4] Заједно са карбонским отиском представља најзначајнији индикатор загађења животне средине.[5] Директно је повезан са прехрамбеним навикама становништва као и климатским појасем у коме живе, због потреба наводњавања при узгоју биљака.[6]

Осим ових најважнијих компонената човекова потрошња обновљивих ресурса одражава се и кроз:
- Пашњачки отисак (енгл. Grazing land footprint) – површина пашњака неопходна за узгој стоке, са циљем
- Шумски отисак (енгл. Forest footprint) – прорачунава се на основу количине огревног дрвета и свих врста дрвних сортимената који се потроше на годишњем нивоу;
- Отисак  рибарства (енгл. Fishing  grounds  footprint) – прорачунава се из процењене примарне продукције  неопходне да се надомести излов рибе и морских плодова. Базиран је на подацима о излову за 1436 морских и 268 слатководних животињских врста;
- Отисак усева  (енгл. Cropland footprint) – прорачунава се из површине која се користи за производњу свих пољопривредних врста за исхрану људи, стоке или даље коришћење у прехрамбеној индустрији (производња уља, шећера и
- Инфраструктурни  отисак  (енгл. Built-up-land footprint) — прорачунава се из површине земљишта прекривене  различитим облицима инфраструктуре (саобраћајнице, стамбени и индустријски објекти и акумулациона језера).[2]

## Мерење еколошког отиска
Еколошки отисак се оставља на биолошки продуктивним површинама, односно површинама које се користе за усеве, као пашњаци, насељена подручја, као и водене и шумске површине. Од ових површина најзначајнија је шума зато што, поред пружања ресурса, она апсорбује угљен-диоксид који океан није апсорбовао. Око четвртине планете земље данас се сматра биолошки продуктивном површином, односно биокапацитетом који тренутно поседује становништво планете Земље. Према прорачунима из 2016. године, становништво данас троши ресурсе које може да обезбеди једна и по планета. То значи да се сече више дрвећа него што може да израсте, пијаћа вода троши се брже него што залихе могу да се обнове, испушта се више угљен-диоксида него што природа може да апсорбује. Последице су вишеструке – смањење залиха природних ресурса и гомилање отпада брже него што он може бити апсорбован или рециклиран, као што је случај са растућом количином угљен-диоксида у атмосфери. Ако се настави истим темпом до 2050. године биће потребне три планете Земље.
Еколошки отисак мери се на више нивоа:
- Еколошки отисак појединца представља свакодневне активности којима сваки становник планете доприносе укупном еколошком учинку. Постоји велики број бесплатних апликација помоћу којих свако може израчунати свој еколошки отисак, као и које активности највише утичу на животну средину. Сваки појединац може предузети како личне, тако и колективне мере за смањење овог утицаја. Рачунар личног индекса еколошког отиска поставља низ једноставних питања, а затим израчунава колика је површина земљишта потребна за подржавање животног стила појединца.
- Еколошки отисак на нивоу предузећа представља активности којима трошењу ресурса и емисију угљен-диоксида доприноси индустрија. Компаније које су окренуте будућности и активно управљају својим еколошким ризицима могу стећи јаку конкурентну вредност. Еколошки отисак помаже корпорацијама да побољшају свој маркетиншки увид, успоставе стратешке циљеве, остваре бољи учинак и покажу своју снагу. Уз одређивање заједничке мерне јединице отиска, компаније могу успоставити и сопствене референтне вредности, поставити квантитативне циљеве и разматрати будућа алтернативна решења. Отисак се уклапа у све нивое пословања и може пружитит како збирне, тако и појединачне детаљне резултате. Еколошки отисак указује на места на којима би се региони, индустријски сектори и компаније могли сусрести са све већим ограничењима у ресурсима, попут енергије, шума, пољопривредног земљишта, пашњака и рибњака. Помоћу њега се лакше могу утврдити стратегије за успешно функционисање у свету у коме има све мање природних ресурса, као и стратегије за производњу и услуге које ће бити неопходне у будућности.
- Еколошки отисак на нивоу заједнице (државе, града општине...) представља активности којима једна заједница укупно доприноси еколошком учинку. Циљ сваке заједнице требало би да буде обезбеђивање задовољавајућег животног стандарда за своје становнике, како данас, тако и у будућности. Без природног капитала – здраве хране, енергената за транспорт и грејање, папирних влакана, материјала за одећу и грађевинарство, свежег ваздуха и чисте воде немогуће је остварити овај циљ. Зато обезбеђивање тренутне и будуће добробити за људски род зависи од заштите природног капитала од систематске и прекомерне експлоатације.

Један од начина за процену одрживог развоја је коришћење еколошког отиска и индекса хуманог развоја - ИХР (Human Development Index - HDI). Биокапацитет и еколошки отисак су изражени заједничком јединицом која се назива глобални хектар (гха) - површина изражена у хектарима потребна да би се задовољиле животне потребе сваког појединца. Еколошки отисак мањи од 1,7 хектара по особи чини потребе за ресурсима глобално применљивим. Уједињене нације сматрају ИХР преко 0,8 „веома високим људским развојем“. Мерење ове две променљиве открива да се врло мало земаља приближило постизању одрживог развоја, упркос све већем усвајању циљева одрживог развоја и других политика које теже повећању благостања без жртвовања животне средине.
У данашњем свету, у коме је човечанство већ превазишло планетарна ограничења, еколошка богатства постају све угроженија. Свака земља поседује сопствени профил еколошког ризика. Многе се суочавају са еколошким дефицитима, са отисцима који превазилазе њихове биолошке капацитете. Остале зависе од извора из других земаља, који се налазе под све већим притиском. У неким деловима света индикатори еколошког дефицита су поражавајући. Указују на губитак ресурса, колапс екосистема, дуговања, сиромаштво, глад и рат. Еколошки отисак представља алатку за израчунавање количине ресурса која помаже земљама да стекну бољи увид у стање сопственог еколошког биланса на тај начин што пружа податке неопходне за управљање сопственим ресурсима, како би себи обезбедиле сигурнију будућност.

### Еколошки дуг
Претераним трошењем ресурса човечанство упада у еколошки дуг - вишак потрошених ресурса и емитованог угљен-диоксида у односу на могућности природе да их пружи, односно апсорбује.

#### Дан еколошког дуга
Дан еколошког дуга (енгл. Earth overshoot day) је онај дан у години када човечанство потроши све ресурсе које планета може да пружи за ту годину. Од тог дана светска популација почиње да користи ресурсе које ће планета моћи да произведе тек наредне године. Брзина потрошње ресурса све више расте, а датум прекорачења је све ближи средини године. Године 1971. овај дан је достигнут 24. децембра 2016. то је био 8. август, док је 2019. тај датум био 29. јул.

## Еколошки отисак у будућности
Главни кривац за растући еколошки отисак у последњих педесет година су емисије угљендиоксида настале услед употребе фосилних горива. Године 1961, емисије угљендиоксида су представљале 36% од укупног еколошког отиска човечанства. До 2010. тај број је порастао на 53%.
У периоду између 1961. и 2010. године технолошки напредак, утицај пољопривреде и наводњавање су повећали просечан принос по хектару, што је довело и до увећања биокапацитета од 9.9 до 12 милијарди глобалних хектара. Међутим, током овог периода људска популација је порасла са 3.1 на 7 милијарди становника, чиме се смањио биокапацитет по глави становника са 3.2 на 1.7 глобалних хектара. У међувремену еколошки отисак појединих земаља је порастао са 2.5 на 2.7 глобалних хектара по глави становника.
С обзиром на процене да ће до 2050. године светска популација достићи 9,6 милијарди становника и скоро 11 милијарди до 2100, биокапацитет за сваког становника Земље ће се даље смањивати. Прави изазов свих светских влада, с обзиром на смањење квалитета земљишта, оскудицу пијаће воде и повећане трошкове енергије, биће управо одржавање нивоа биокапацитета.